# Bekendelsessynode
Bekendelsessynode (ty. Bekenntnissynode) er en betegnelse brugt om de synodalsamlinger som Bekendelseskirken afholdt mellem 1934 og afslutningen af det nazistiske styre i Tyskland. De blev afholdt på kreds-, provins-, lands- (ty. Länder) og rigsniveau og gjorde krav på at være de legitime ledelsesorganer for den evangeliske kirke, hvorved de stillede sig i opposition til de kirkerepræsentanter og ledelsesorganer der var domineret af Deutsche Christen, "tyske kristne".
På rigsniveau indkaldte Bekendelseskirken fire synoder under betegnelsen "Bekenntnissynoden der Deutschen Evangelischen Kirche". De samledes alle under forsæde af præses Karl Koch, (Bad Oeynhausen).
1. Den første fandt sted i slutningen af maj 1934 i Wuppertal-Barmen og resulterede i Barmenerklæringen
2. Den anden fandt sted oktober 1934 i Berlin-Dahlem og resulterede i den såkaldte kirkelige nødret fra Dahlem
3. Den tredje fandt sted i Augsburg og valgte den første foreløbige ledelse i Bekendelseskirken.
4. Den fjerde og sidste bekendelsessynode fandt sted 1936 i Bad Oeynhausen i Nordrhein-Westfalen. Her kunne man ikke nå til enighed om hvorvidt Bekendelseskirken skulle deltage rigskirkeudvalget, og der var dissens mellem medlemmer af "Lutherrat" (Rat der Evangelisch-Lutherischen Kirche Deutschlands) og medlemmer af de såkaldte "ødelagte" landskirker, dvs. de landskirker der var under dominans af Deutsche Christen. Oeynhauser-synoden valgte den anden foreløbige ledelse og udpegede også medlemmer til Reichsbruderrat, rigsbroderrådet.

På niveauet for Evangelische Kirche der Altpreußischen Union, afholdtes der indtil 1943 tolv bekendelsessynoder af hvilke de første tre (Barmen 29. maj 1934; Berlin-Dahlem 4.-5. marts 1935 og Berlin-Steglitz 23.-26. september 1935) endnu tåltes af staten.